# Lordomyrma rugosa
Lordomyrma rugosa är en myrart som först beskrevs av Mann 1921.  Lordomyrma rugosa ingår i släktet Lordomyrma och familjen myror. Inga underarter finns listade i Catalogue of Life.